# Phineas Warren Hitchcock

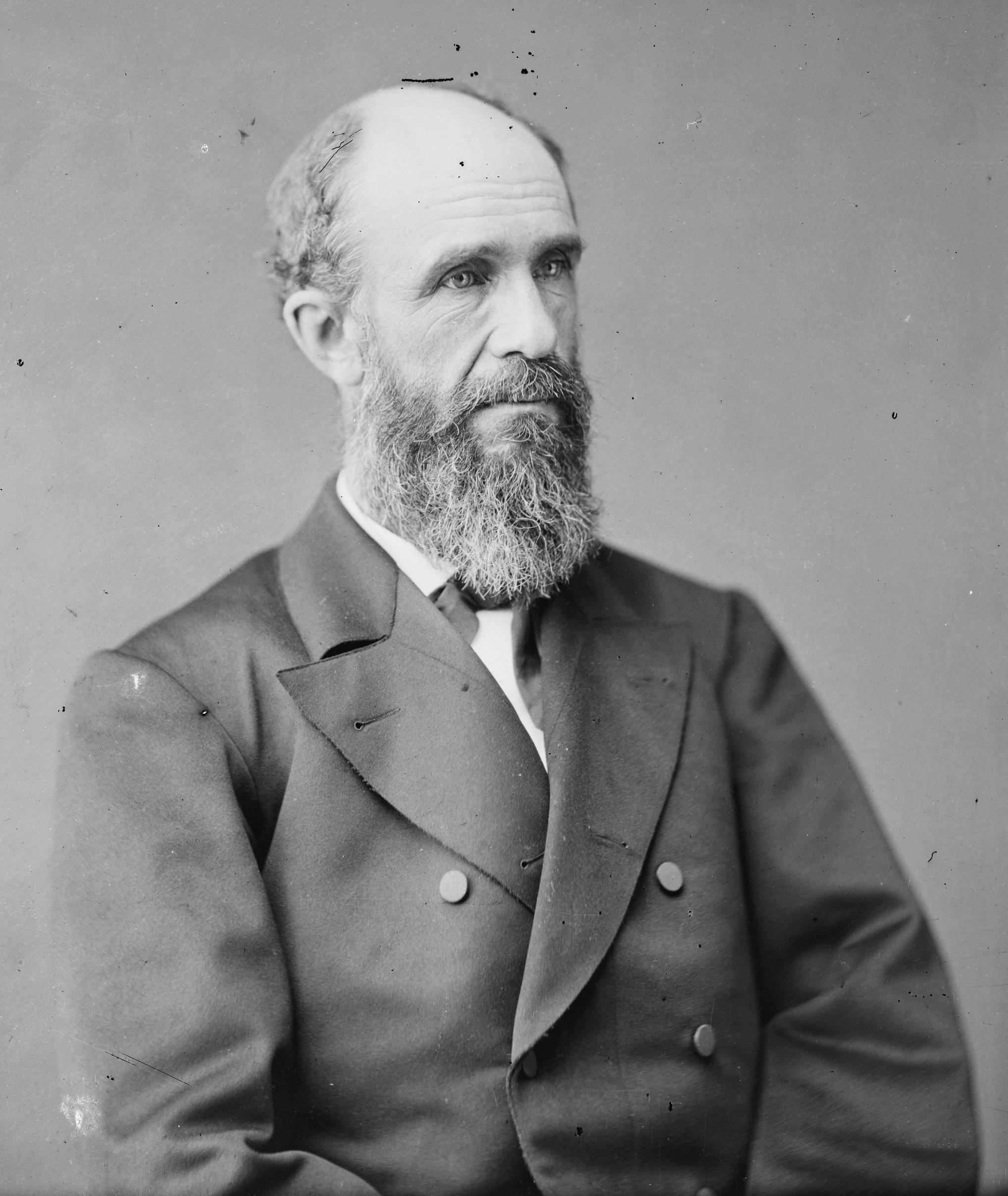
Phineas Warren Hitchcock

Phineas Warren Hitchcock (* 30. November 1831 in New Lebanon, Columbia County, New York; † 10. Juli 1881 in Omaha, Nebraska) war ein US-amerikanischer Politiker.

## Biografie

### Frühes Leben
Phineas Hitchcock wurde als Sohn eines Farmers in einfachen Verhältnissen geboren und wuchs in Massachusetts auf, wo er 1855 seinen Schulabschluss am Williams College machte. Am College schloss er Bekanntschaft mit James A. Garfield, dem späteren US-Präsidenten, und James Gilfillan, dem künftigen Treasurer of the United States im Finanzministerium.
Nach einem zweijährigen Studium der Rechtswissenschaften zog er 1857 nach Omaha, wo er als Rechtsanwalt praktizierte. Bedingt durch sein Studium sprach er fließend Deutsch und Französisch. Von 1861 bis 1864 bekleidete Hitchcock das Amt des US Marshals für das Nebraska-Territorium.

### Politische Karriere
1865 wurde der Republikaner als nicht stimmberechtigter Delegierter für das Nebraska-Territorium in den US-Kongress gewählt. Dort verblieb er vom 4. März 1865 bis zum 1. März 1867.
Als sowohl Nebraska als auch Iowa Ende der 1860er Jahre US-Bundesstaaten wurden, war Hitchcock in beiden Fällen von 1867 bis 1869 im Auftrag der Regierung als Landvermesser tätig, dessen Aufgabe es unter anderem war, die Staatsgrenzen aber auch die der Countys zu bestimmen.
1870 kandidierte Hitchcock mit Erfolg für einen Sitz im US-Senat und vertrat Nebraska eine Legislaturperiode lang vom 4. März 1871 bis zum 3. März 1877. Als Landvermesser wurde er Vorsitzender des Senatsausschusses für Territorien.

### Spätes Leben
Parallel zu seiner Arbeit als Politiker publizierte Hitchcock Artikel in Tageszeitungen, eine Arbeit, die sein Sohn Gilbert fortführte, als dieser 1885 den Omaha World-Herald gründete.

### Familie und Tod
Hitchcock heiratete am 27. Dezember 1858 Annie M. Monell, Tochter eines wohlhabenden Arztes. Sie bekamen drei Kinder, Tochter Grace und die Söhne Gilbert und John. Obwohl die Eheleute Hitchcock eine gute Beziehung führten, beschloss Annie ihre Kinder auch in Europa zu erziehen, während Phineas Hitchcock bedingt durch seine politische Tätigkeit in den USA blieb. So verbrachten Annie und die Kinder unter anderem zwei Jahre im deutschen Baden-Baden sowie in Dresden.
1877 starb Annie Hitchcock; ein Schicksalsschlag, mit dem Phineas Hitchcock nie fertig wurde. Er starb vier Jahre später an einer schweren Krankheit im Alter von 49 Jahren.

## Sonstiges
Ihm zu Ehren wurde eines der Countys in Nebraska in Hitchcock County benannt. Sein Sohn Gilbert folgte seinem Vater in die Politik und war von 1911 bis 1923 selbst US-Senator.